# Lucas Black
Lukas York Black (Decatur, Alabama, 29 de novembre de 1982) és un actor de cinema i sèries de televisió.
Sobretot és conegut per la seva actuació a la sèries de televisió de la CBS, American Gothic i les pel·lícules L'altre costat de la vida, Jarhead, Friday Night Lights, The Fast and the Furious: Tokyo Drift, Legion i Get Low.

## Vida personal
Black va néixer a Decatur, fill de Jan i Larry Black. Tenia dos germans grans. Black va créixer a Speake. Al maig del 2001 es va graduar a la High school. Actualment viu a Columbia, Missouri.

## Carrera
Sense que tingués formació d'actor, Lucas Black va debutar a la pel·lícula de Kevin Costner, The War el 1994. El 1995 va actuar en el paper de Caleb Temple a la sèrie de televisió de la CBS, American Gothic. Entre el 1995 i 1996 també va actuar a les pel·lícules L'altre costat de la vida, Ghosts of Mississipi i The X-Files. El 1997 va actuar al telefilm Flash. El 1998, Black, a part d'actuar, també va ésser model per a Calvin Klein.
Black, el 2003, va aparèixer com a actor secundari a Cold Mountain. El 2004 actuà a Friday Night Lights i el 2005 al drama sobre la Guerra del Golf, Jarhead. Al mateix any també va actuar a The Fast and the Furious: Tokyo Drift, la tercera part de la saga de The Fast and the Furious. El 2009 va aparèixer a la pel·lícula Get Low i el 2010 a Legion.

## Filmografia
| Any       | Pel·lícula                                      | Rol                          | Notes |
| --------- | ----------------------------------------------- | ---------------------------- | --- |
| 1994      | The War                                         | Ebb                          | |
| 1995-1996 | American Gothic                                 | Caleb Temple                 | Nominat – YoungStar Award per la Best Performance per un actor jove en una telesèrie |
| 1996      | L'altre costat de la vida (Sling Blade)         | Frank Wheatley               | Saturn Award for Best Performance by a Younger Actor YoungStar Award for Best Performance by a Young Actor in a Drama Film Nominat — Chlotrudis Award for Best Supporting Actor Nominat — Screen Actors Guild Award for Outstanding Performance by a Cast in a Motion Picture Nominat – Premi Young Artist a la millor actuació en un film-actor jove |
| 1996      | Ghosts of Mississippi                           | Burt DeLaughter              | |
| 1997      | Flash                                           | Connor                       | Nominat – Premi Young Artist a la millor actuació en una sèrie de televisió-actor jove |
| 1998      | The X-Files                                     | Stevie                       | |
| 1999      | Our Friend, Martin                              | Randy                        | només veu |
| 1999      | Bojos a Alabama (Crazy in Alabama)              | Peter Joseph 'Peejoe' Bullis | Nominat – Premi Young Artist a la millor actuació en un film-actor jove Nominat – YoungStar Award for Best Young Actor/Performance in a Motion Picture Drama |
| 2000      | The Miracle Worker                              | James Keller                 | TV version |
| 2000      | Tots els cavalls bonics (All the Pretty Horses) | Jimmy Blevins                | Nominat – Las Vegas Film Critics Society Youth in Film Award Nominat – Premi Young Artist a la millor actuació en un film - actor jove |
| 2003      | Cold Mountain                                   | Oakley                       | |
| 2004      | Friday Night Lights                             | Mike Winchell                | |
| 2005      | Deepwater                                       | Nat Banyon                   | |
| 2005      | Jarhead                                         | Kruger                       | |
| 2006      | The Fast and the Furious: Tokyo Drift           | Sean Boswell                 | Nominat – Teen Choice Award - Choice Breakout (Male) |
| 2006      | Killer Diller                                   | Vernon                       | |
| 2009      | Get Low                                         |                              | Premiere el 12 de setembre de 2009 Festival Internacional de Cinema de Toronto |
| 2010      | Legion                                          | Jeep Hanson                  | |